# Viva la Revolution
Para la foto que frecuentemente se la llama "Viva la Revolución", véase Che Guevara (fotografía)
Viva La Revolution es el tercer álbum de la banda japonesa Dragon Ash, lanzado en 1999. Es el primer álbum donde el miembro de Dragon Ash, DJ BOTS, ya oficialmente unido, crea un nuevo sonido, mezclando el hip hop con el rock, que dieron a conocer. Al álbum lo describe como "el álbum donde la polifagia que Kenji se ha expresado mejor"
La canción Communication, es una nueva versión de I Love Hip Hop con diferentes respaldo de pista y voz para evitar la infracción de copyright de I Love Rock & Roll.

## Lista de canciones
1. «Intro» – 0:52
2. «Communication» – 3:28
3. «Rock The Beat» – 3:26
4. «Humanity (álbum Versión)» – 2:58
5. «Attention» – 3:30
6. «Let Yourself Go, Let Myself Go» – 5:05
7. «Dark Cherries» – 4:01
8. «Drugs Can't Kill Teens» – 4:34
9. «Just I'll Say» – 3:17
10. «Fool Around» – 2:04
11. «Freedom Of Expression» – 4:07
12. «Nouvelle Vague #2» – 2:35
13. «Viva La Revolution» – 5:00
14. «Grateful Days» – 4:49
15. «Outro» – 1:04
16. «Hot Cake» (pista oculta) – 4:01